# Transcription des noms ottomans
La langue officielle dans l'Empire ottoman était le turc ottoman (tr:Osmanlı Türkçesi), c'est-à-dire un turc fortement arabisé et persisé par son vocabulaire et écrit en caractères arabes. 
Étant donné qu'il n'y a que trois voyelles en arabe, a, i et ou, alors qu'il en existe plus du double en turc, a, i, ı, o, ö, u, ü, et que le turc moderne a « turquisé » un maximum de mots provenant de l'arabe, notamment en remplaçant par exemple le d par un t, comme dans Ittihad (« Union », en arabe et en ottoman), devenu Ittihat en turc moderne, on trouve à peu près toutes les transcriptions possibles et imaginables en français ou en anglais. Un bon exemple en est le nom du sultan Abdülhamid II, qui s'écrit également : Abd-ul-Hamid, Abdülhemit, Abdul Hamid, Abd al-Hamid, Abd Al-Hamid, Abdul-Hamid ou encore Abdül-Hamîd.